# Convento de los Agustinos Filipinos (Valladolid)
El convento de los Agustinos Filipinos es un convento agustino-filipino que se encuentra en Valladolid (Castilla y León, España) en el borde del Parque del Campo Grande, en las proximidades de la iglesia de San Juan de Letrán. Fue diseñado por Ventura Rodríguez entre 1759 y 1760. La construcción del edificio se realizó entre 1759 y 1930. Es la sede del Museo Oriental de Valladolid, consagrado al arte de Extremo Oriente, el mejor de España en su género.

## Orígenes
En 1732 nace en Manila la idea de proporcionar sacerdotes católicos formados en España con destino a las islas Filipinas. La orden de San Agustín fue la que elaboró esta idea. En 1735 se obtiene licencia del general de la Orden para fundar en España un seminario para formar sacerdotes misioneros para las Filipinas. El papa Clemente XII también autorizó la creación de este seminario. En 1743, el rey Felipe V ampara bajo patronato regio el seminario, debido a la importancia que tenía el proyecto para el Estado, y decide que se localice en Valladolid, debido al gran número de estudiantes que se encontraban en esta ciudad. Tras una serie de vicisitudes, la orden de San Agustín se asienta en el terreno que hoy ocupa en 1758 y Ventura Rodríguez viene a Valladolid y proyecta el edificio durante los dos años siguientes.

## El proyecto de Ventura Rodríguez
Pese a lo que tradicionalmente se ha afirmado acerca de que este arquitecto posee dos fases, una barroca romana y otra neoclásica, actualmente su obra se mira desde otra perspectiva. En sus edificios aparecen muchas veces los mismos temas de investigación arquitectónica desde sus primeras obras hasta las últimas. Sus formas de composición, sobre todo, sus plantas y espacios, son herederos del barroco romano y nunca son totalmente neoclásicos[cita requerida].
Este edificio es un excelente ejemplo resolución de un programa complejo de manera unitaria y compacta. Se distingue en este proyecto la influencia de otros arquitectos que abordaron este problema teórico, como Herrera en El Escorial, Fontana en el Santuario de Loyola, Juvara en la Superga de Turín, o Sachetti en el palacio de La Granja, siendo estos últimos, a su vez maestros del mismo Ventura Rodríguez.
En la traza de las plantas es donde Ventura demuestra su destreza y conocimiento de los principios de la arquitectura culta. El edificio se organiza en el interior de un rectángulo áureo, que a su vez se divide en un cuadrado y otro rectángulo de la misma proporción, dedicados respectivamente a las partes exteriores e interiores del complejo. Del mismo modo, los elementos fundamentales del programa, claustro e iglesia, se configuran como formas geométricas puras, el cuadrado, representado el mundo terrenal y el círculo simbolizando la perfección divina. La planta es un delicado equilibrio de llenos y vacíos, círculos, cuadrados y rectángulos áureos.

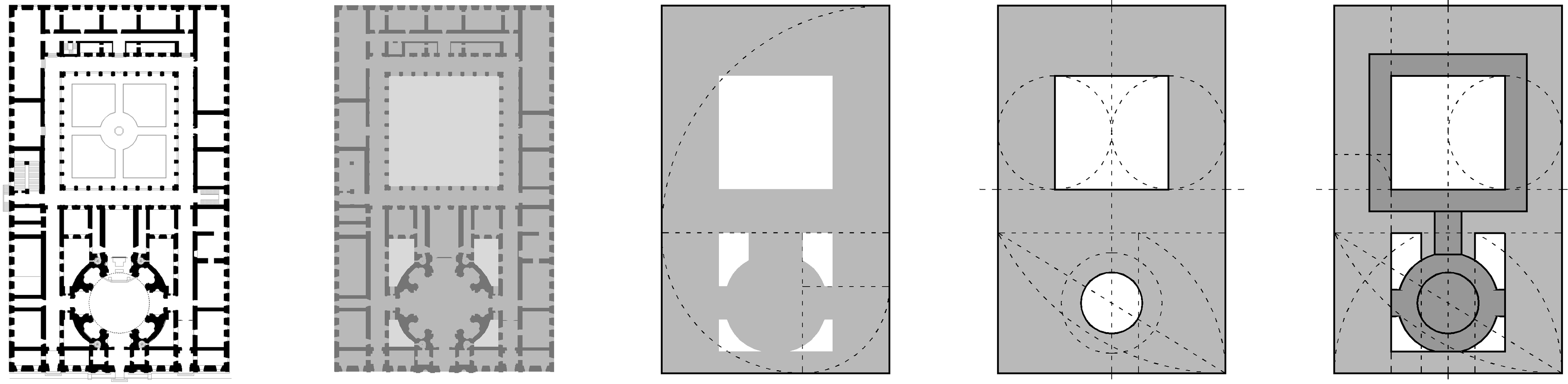
Trazas de la planta del convento, con detalle al desarrollo proporcional entre las partes

En el claustro, un cuadrado de unos 30 metros de lado, Ventura reproduce casi con exactitud el modelo inmortalizado por Juan Bautista de Toledo en el Patio de los Evangelistas de El Escorial. Nueve tramos en dos niveles de arcadas con pilastras, de orden toscano en el inferior y jónico en el superior, resuelven de manera austera y elegante este espacio. En torno al claustro se organizan las dependencias conventuales, reflectorios, cocinas, celdas, aulas, etc.
La iglesia, de planta circular, es un reflejo de una reflexión heredada de sus maestros muy extendida durante el Barroco. Su virtud se encuentra en que consigue reconciliar los requerimientos litúrgicos contrarreformistas, es decir un eje direccional centrado en el altar, con las formas geométricas derivadas del círculo revividas durante el Renacimiento. La solución adoptada en este caso fue inspirada probablemente por edificios similares obra de sus maestros, como la Superga, o propios, como la capilla real de Arenas de San Pedro. Consiste sencillamente en la superposición de la planta centralizada a una planta de cruz griega, de un espacio centrífugo y uno axial.
A este espacio se acopla, tras el altar mayor, un retrocoro doble, dividido en dos alturas, cuya planta es, de nuevo, un rectángulo áureo. Este recurso, popular en la arquitectura monástica italiana, era relativamente novedoso en España, donde tradicionalmente, el coro se sitúa en el centro de la nave. Los dos espacios quedan comunicados a través los intersticios entre el arco toral y el retablo, dando lugar a un artificio de gusto barroco. La luz penetra de manera indirecta y, al estar el coro y el órgano tras el altar, contribuye a la teatralidad de la liturgia. Ventura Rodríguez volverá a hacer uso de esta configuración de retrocoro en múltiples ocasiones, como en sus proyectos para San Francisco el grande (1760) o para el colegio mayor de San Ildefonso (1762), entre otros.
En torno al espacio cubierto por la cúpula se elevan cuatro grandes arcos torales, flanqueados por pilastras monumentales de orden toscano en los ejes mayores y cuatro capillas radiales bajo tribunas en los ejes diagonales. La luz penetra de manera indirecta a través de cuatro patios que salvan los espacios entre el contorno circular de la iglesia y el resto del convento. Cuatro óculos perforan la cúpula, un elemento característico en la obra de Ventura Rodríguez que tiene su origen en su maestro Juvara. Recurrente también el esbelto diseño de la linterna que la corona.
En las fachadas hay una gran influencia del estilo de Juan de Herrera. Parece que Rodríguez haya querido desnudar la arquitectura de ornamentos superfluos y reflejar solamente lo tectónico y constructivo, como pocos años antes de que este edificio fuese proyectado declaraba Marc-Antoine Laugier. Así, las fachadas laterales tienen como únicos motivos de decoración el ritmo que crea la sucesión de ventanas seriadas, que copian el modelo de ventana de Juan de Herrera del Monasterio de El Escorial, las cornisas que protegen la fachada de las aguas de lluvia y los refuerzos de las esquinas. En la fachada principal, la entrada de la iglesia se jerarquiza y se señala mediante un pórtico tetrástilo toscano con una pesada cornisa. A los lados de la fachada se encuentran sendas torres campanarios. Para anclar las torres compositivamente al resto de la fachada, el arquitecto ha recurrido a colocar sendas pilastras toscanas bajo de cada torre. De esta forma, la decoración solo es arquitectónica y refleja la tectónica y a la vez, organiza la fachada, la jerarquiza y le da valor.
Se trata de un edificio de gran importancia dentro de la arquitectura española del siglo XVIII y, concretamente, entre las obras de Ventura Rodríguez.

## Construcción
El edificio empieza su construcción en 1759. Tras una parada en la actividad constructiva entre 1762 y 1778 por falta de dinero, a finales del siglo XVIII están terminados el piso bajo del claustro y el segundo de la crujía sur del mismo, así como la escalera principal y otras dependencias. Durante la Guerra de la Independencia, lo entonces construido del edificio sufrió daños al estar ocupado por el ejército francés. Tras el fin de la contienda se repararon los daños. La Desamortización de Mendizábal respetó el seminario debido a su labor en Filipinas y el interés que ofrecía esto al Estado. En 1853 se retoman otra vez los trabajos de construcción y se empieza la iglesia, aunque las obras transcurren muy lentamente. A finales del siglo XIX, bajo la dirección del arquitecto Jerónimo Ortiz de Urbina y prácticamente siempre siguiendo los planos de Ventura Rodríguez, se construyeron la iglesia, hasta el arranque de la cúpula, y el tercer piso del edificio. En 1924 se cierra la cúpula y en 1927 se concluyen las torres bajo la dirección del Arquitecto bilbaíno José María Basterra, que se hizo cargo también del diseño del retablo mayor. En 1930, una vez finalizada la decoración interior por Mariano L. García, se dan por concluidas las obras y se consagra la iglesia el 4 de mayo de ese año. Había tardado la construcción casi 171 años.

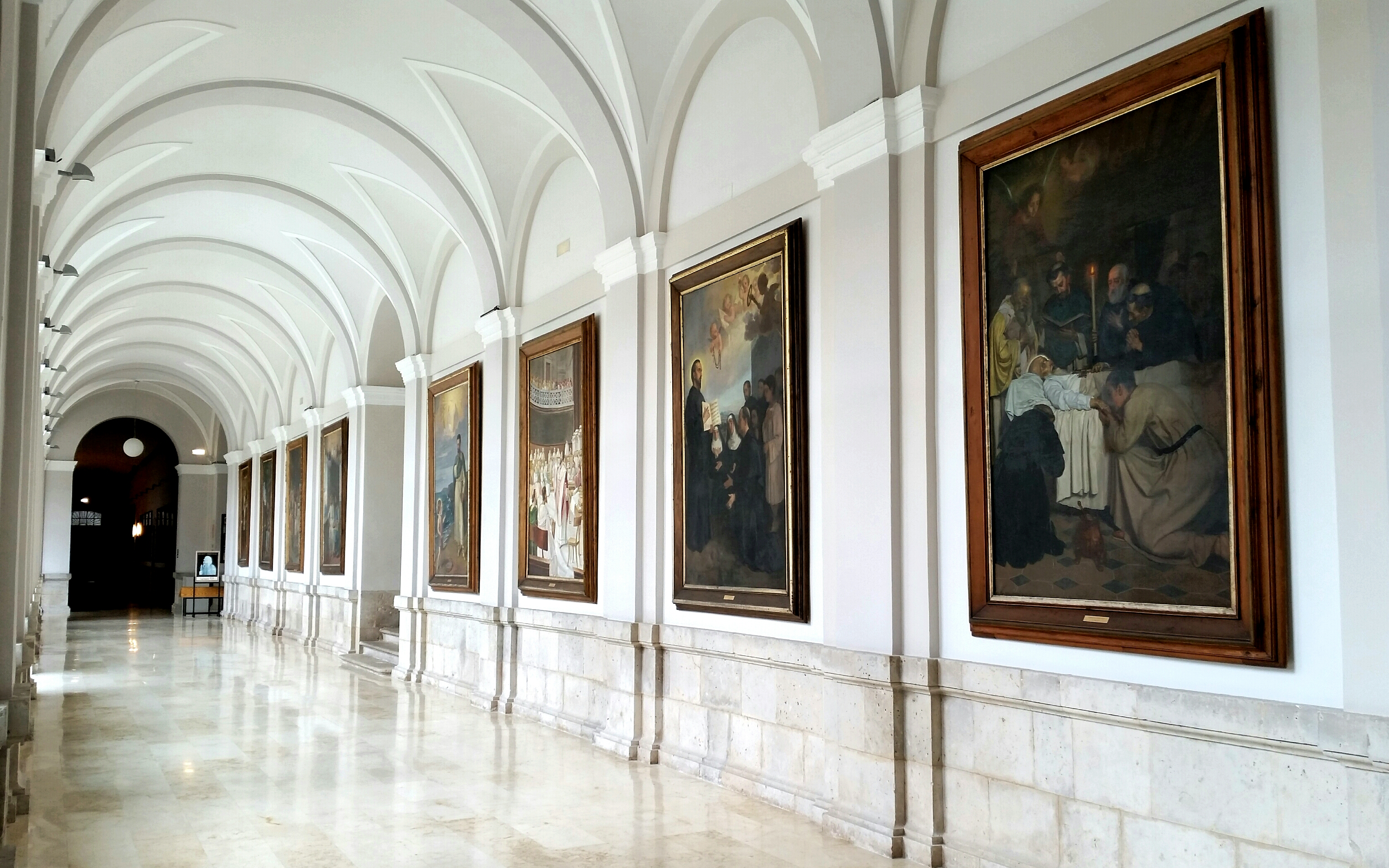
Pinturas de Pablo Puchol en el claustro del convento

## Obras de arte en su interior
En la iglesia se encuentran varias esculturas y pinturas de los siglos XVI, XVII, XVIII, XIX y XX, en general no demasiado sobresalientes, aunque tampoco exentas de cierto interés. En el coro se encuentra una gran sillería de coro de madera filipina de tres órdenes de sillas (de las que hay pocos ejemplares) y un buen órgano de estilo romántico construido en 1930 en Barcelona por la Casa Xuclà.
En su claustro hay oleos de gran formato, entre ellos destaca una serie de siete óleos del pintor vallisoletano Pablo Puchol, dedicados a distintos pasajes de la vida de San Agustín.
Parte del edificio sigue estando ocupada como convento y seminario, con una interesante biblioteca solo abierta a investigadores.